# 월터 벌리 그리핀

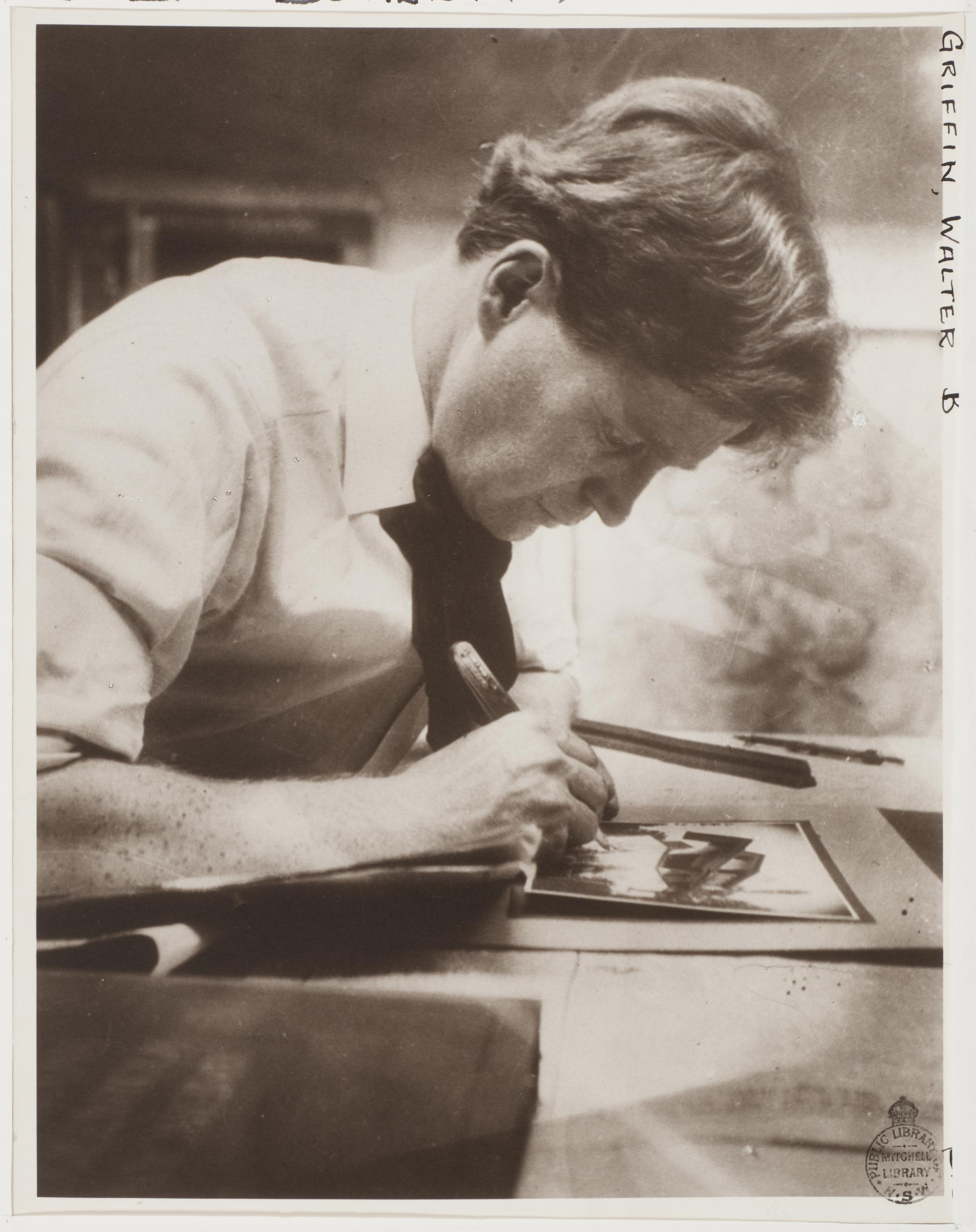
1912년의 월터 벌리 그리핀

월터 벌리 그리핀(영어: Walter Burley Griffin, 1876년 11월 24일 ~ 1937년 2월 11일)은 미국의 건축가이다. 오스트레일리아의 수도 캔버라의 도시 계획에 참여하고 캔버라의 도시를 설계한 것으로 알려져 있다.

## 내력
1876년 일리노이주 시카고 교외의 메이우드에서 태어났다. 고등학교를 졸업한 후 조경 공부를하려고 했지만, 건축학 방면을 권유받아 일리노이 대학교에 진학하고 건축을 배웠다. 1889년에 일리노이 대학교를 졸업한 후 시카고에서 일을 하기 시작하여 1901년에 프랭크 로이드 라이트의 건축 설계 사무소에 소속되었다. 1906년에 사무소에서 나와 개인 건축 사무소를 설립하였다. 동부 일리노이 주립 학교의 설계 등을 실시했다. 1911년 건축가 메리언 마호니 그리핀과 결혼하였다. 그 후 공동으로 창의적인 건축 활동을 전개했다.
1912년에 오스트레일리아의 수도 디자인의 국제 디자인 공모전에서 우승했다. 그의 디자인 구상은 1893년 시카고 박람회 등의 주요 결정자이며, 도시 미화 운동의 대표이기도 한 시카고의 건축가 대니얼 허드슨 버냄의 디자인에서 얻은 것이었다.